# Peter O'Brian
Peter O'Brian is een Amerikaans acteur die in Indonesië woont, Hij heeft daar gespeeld in diverse Amerikaans/Indonesische Trash/Cultfilms.

## Oorsprong
Zijn bekendste trash-productie is Rambu: The Intruder (1986), een Indonesische Rambo rip-off.
Volgens de Internet Movie Database is The Stabilizer zijn eerste film, maar dat is niet zeker omdat niet al zijn films op het IMDb genoemd worden.

## Filmografie
- The Stabilizer (1984)
- The Intruder (1986)
- Forceful Impact (1988)
- Lethal Hunter/American Hunter (1988)
- Jungle Heat (1988)
- Double Crosser/Crocodile Cage (1990)
- Triple Cross/Angel of Fury (1991)

## Acteerstijl
O'Brian heeft zijn fans vooral te danken aan The Stabilizer en The Intruder, hij heeft ook samengewerkt met martial arts actrice Cynthia Rothrock in Triple Cross. O'Brian staat bekend om zijn oog-expressies, hij is in staat met de uitdrukking in zijn ogen zijn emoties te tonen. Zijn vechtstijl lijkt in zijn films door de jaren heen beter te worden, maar zijn variatie aan technieken blijft hetzelfde.

## Feiten
- Van al zijn films is alleen The Stabilizer op dvd uitgekomen, de andere films staan bekend als collector's items.
- Peter O'Brian staat bij zijn fans bekend als P'OB.
- Peter O'Brian ziet pijn als "een zwakte die het lichaam wel weer verlaat". (Dit zei hij in de opname van The Intruder waar hij per ongeluk een flinke klap in zijn borst kreeg).